# موزه سنگ‌نگاره‌ها
موزه سنگ نگاره‌های مراغه یکی از موزه‌های شهر مراغه است. این موزه در سال ۱۳۸۱ هجری شمسی در شهرستان مراغه در محل مقبره آقالار  به‌دلیل وجود قبرهای مرمرین و تاریخی در این مکان برپا گردید. مقبره به شماره ۲۱۷۳ در تاریخ ۱۳۷۷/۰۹/۱۷ در فهرست آثار ملی ایران به ثبت رسیده است.
عمده سنگ‌های این موزه سنگ قبرهای گهواره‌ای، صندوقی و تخت، قوچهای سنگی و سنگهایی با نقوش تزیینی و هندسی است که عمدتاً متعلق به شهرستان مراغه و اطراف آن می‌باشد. با ارزشترین سنگ این موزه سنگ صلوات نام دارد که تاریخ کتابتش نامعلوم است.

## نگارخانه

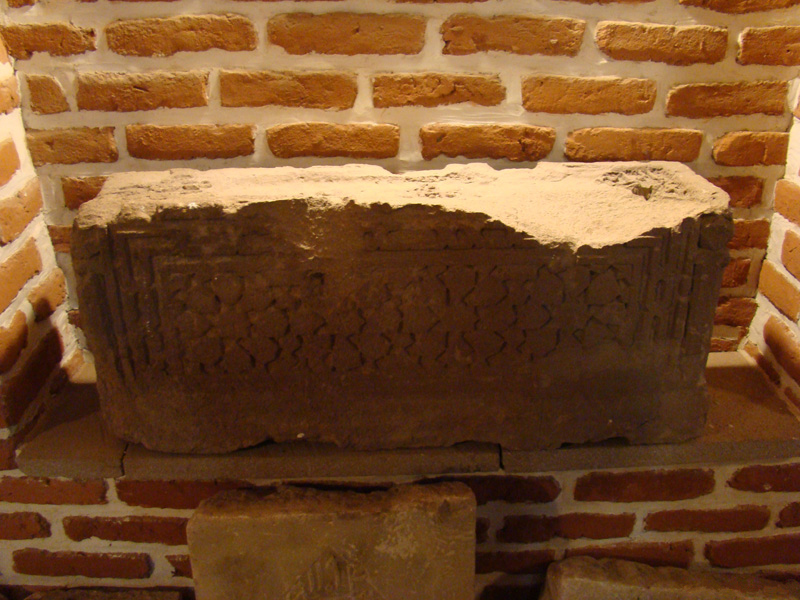
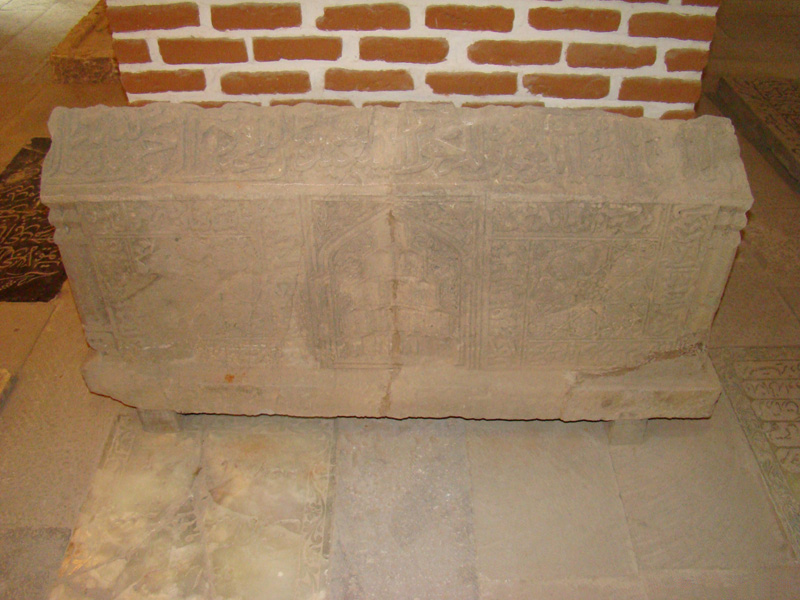
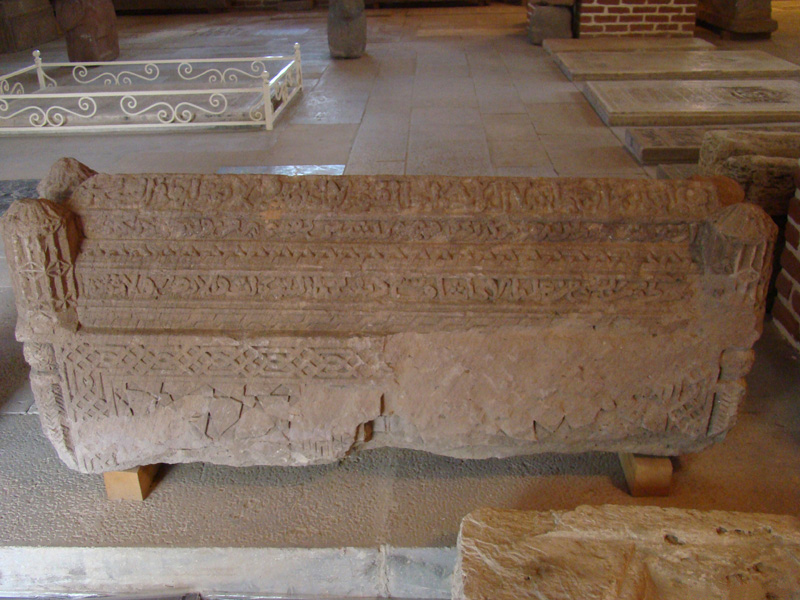
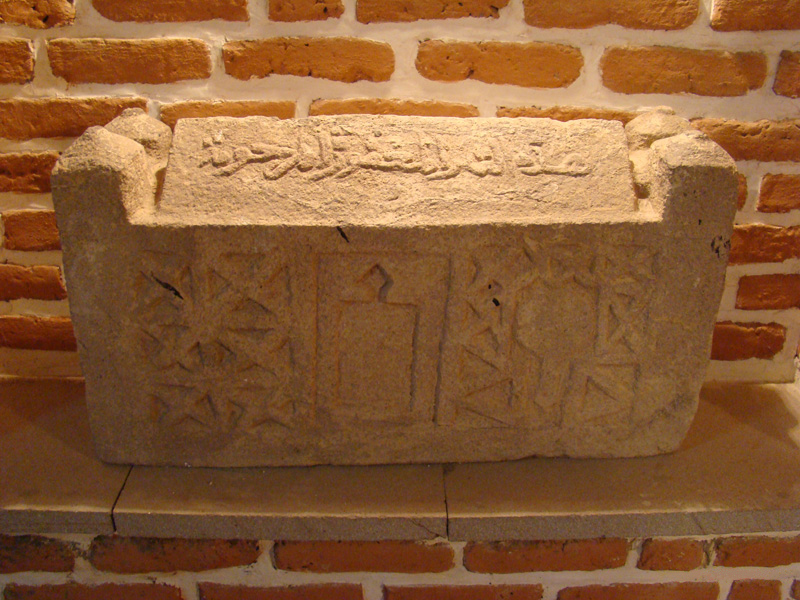